# Fakó zsemlegomba
A fakó zsemlegomba (Albatrellus ovinus) az Albatrellaceae családba tartozó, Eurázsiában és Észak-Amerikában honos, fenyvesekben élő, ehető gombafaj. 

## Megjelenése
A fakó zsemlegomba kalapja 4-20 cm széles, alakja nagyjából domború, lapos vagy idősen kissé bemélyedő. Kerülete felülről általában kerek, néha szabálytalan. A szomszédos kalapok ritkán nőnek össze. Felszíne száraz, fiatalon sima, később táblásan felrepedezik, halvány sárgás húsa kilátszik a repedésekben. Színe fiatalon fehéres, később halványbarnás vagy -sárgás. 
Húsa fehéres vagy sárgás; kiszáradva nem vöröses, hanem sárgás vagy olívszínű. Íze és szaga nem jellegzetes. Kálium-hidroxiddal azonnal piszkos aranysárga reakciót ad. 
Lefutó termőrétege csöves. A pórusok nagyon kicsik (2-5/mm), 4 mm mélyek, kerekek, csak az idős példányok tönkközeli pórusai tágulnak ki és lesznek szögletesek. Színe eleinte fehér vagy krémszínű, később sárgás. 
Tönkje 3-10 cm magas és 1-4 cm vastag. Középen vagy kissé excentrikusan kapcsolódik a kalaphoz. Színe fehéres vagy halványbarnás. Felszíne sima vagy finoman bársonyos. 
Spórapora fehér. Spórája majdnem kerek vagy széles ellipszis alakú, sima, vastag falú, mérete 4-5 x 2,5-3,5 µm. 

### Hasonló fajok
A sárga zsemlegomba vagy a piruló zsemlegomba hasonlít hozzá. 

## Elterjedése és termőhelye
Eurázsiában és Észak-Amerikában honos. Magyarországon ritka. 
Savanyú talajú hegyvidéki fenyvesekben él, luc és kéttűs fenyők alatt. Júliustól októberig terem. 

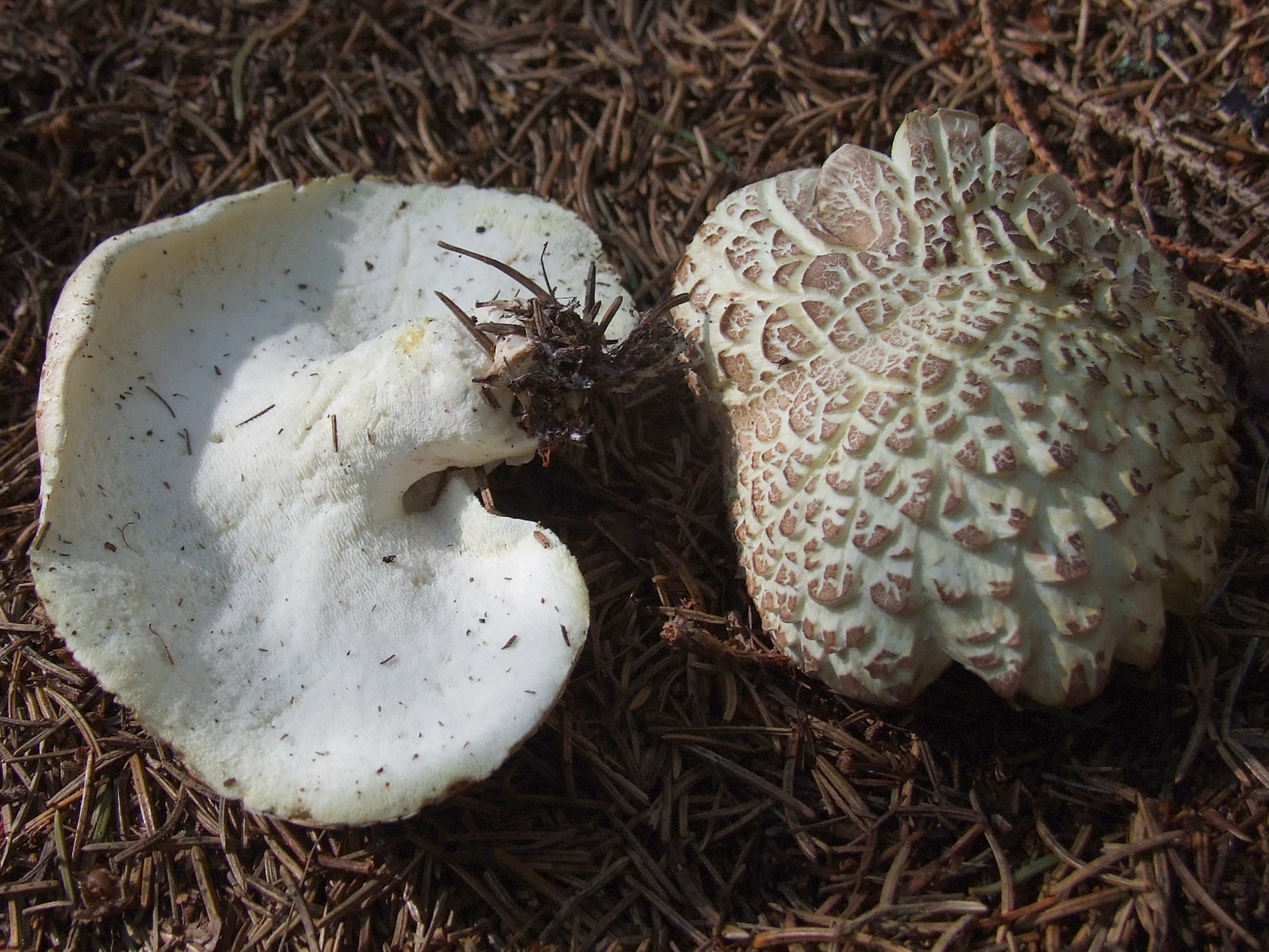
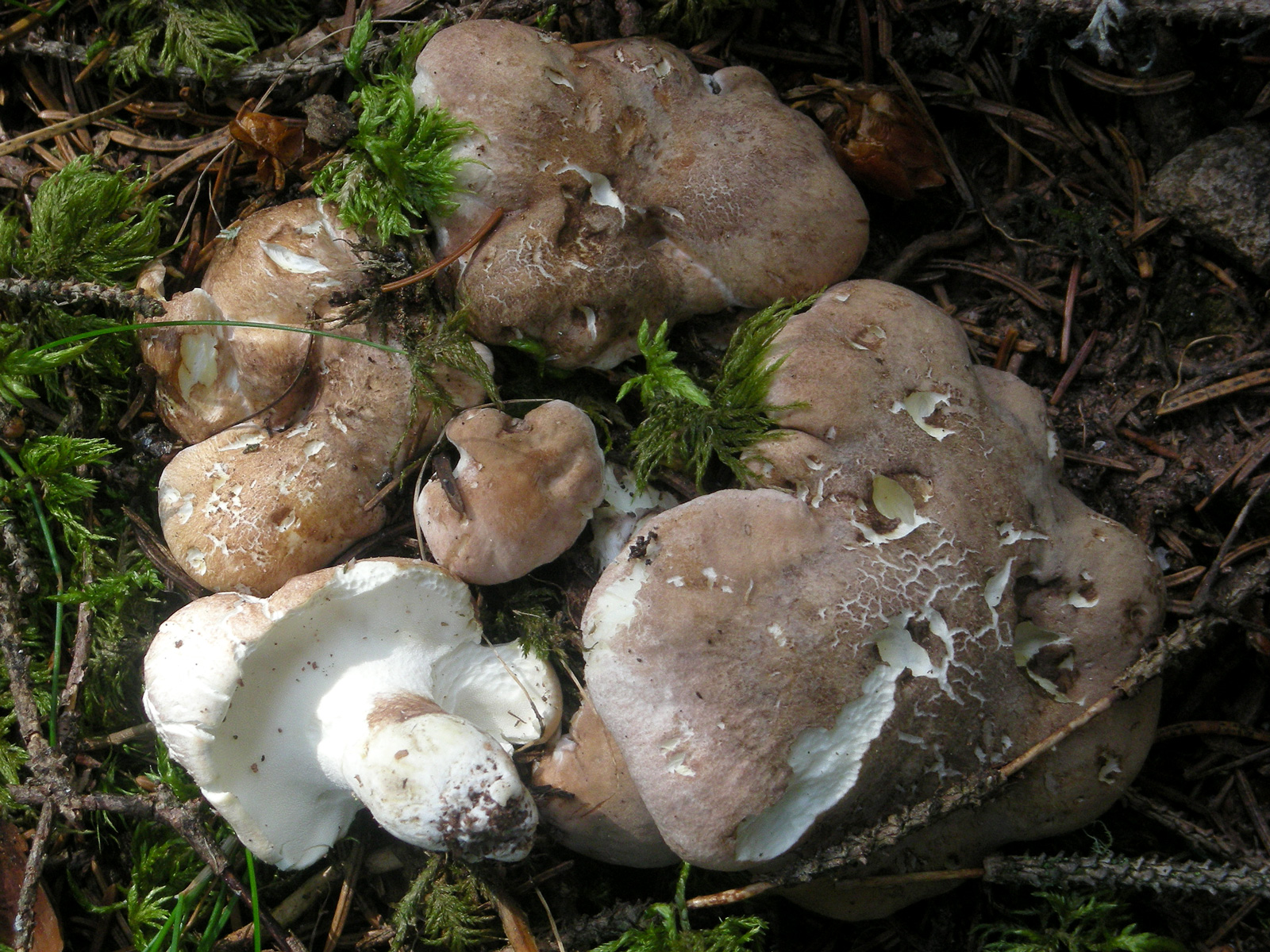
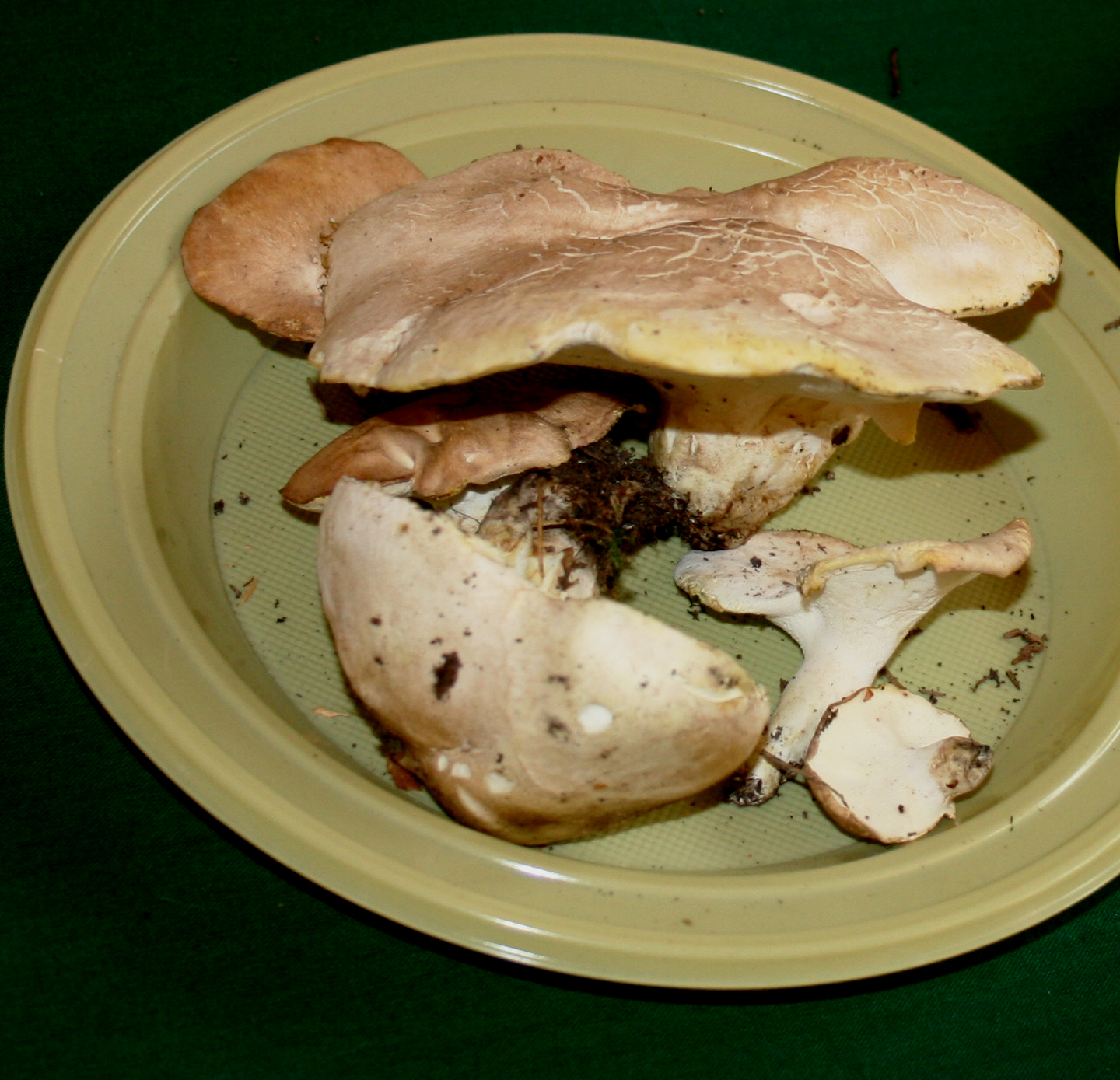
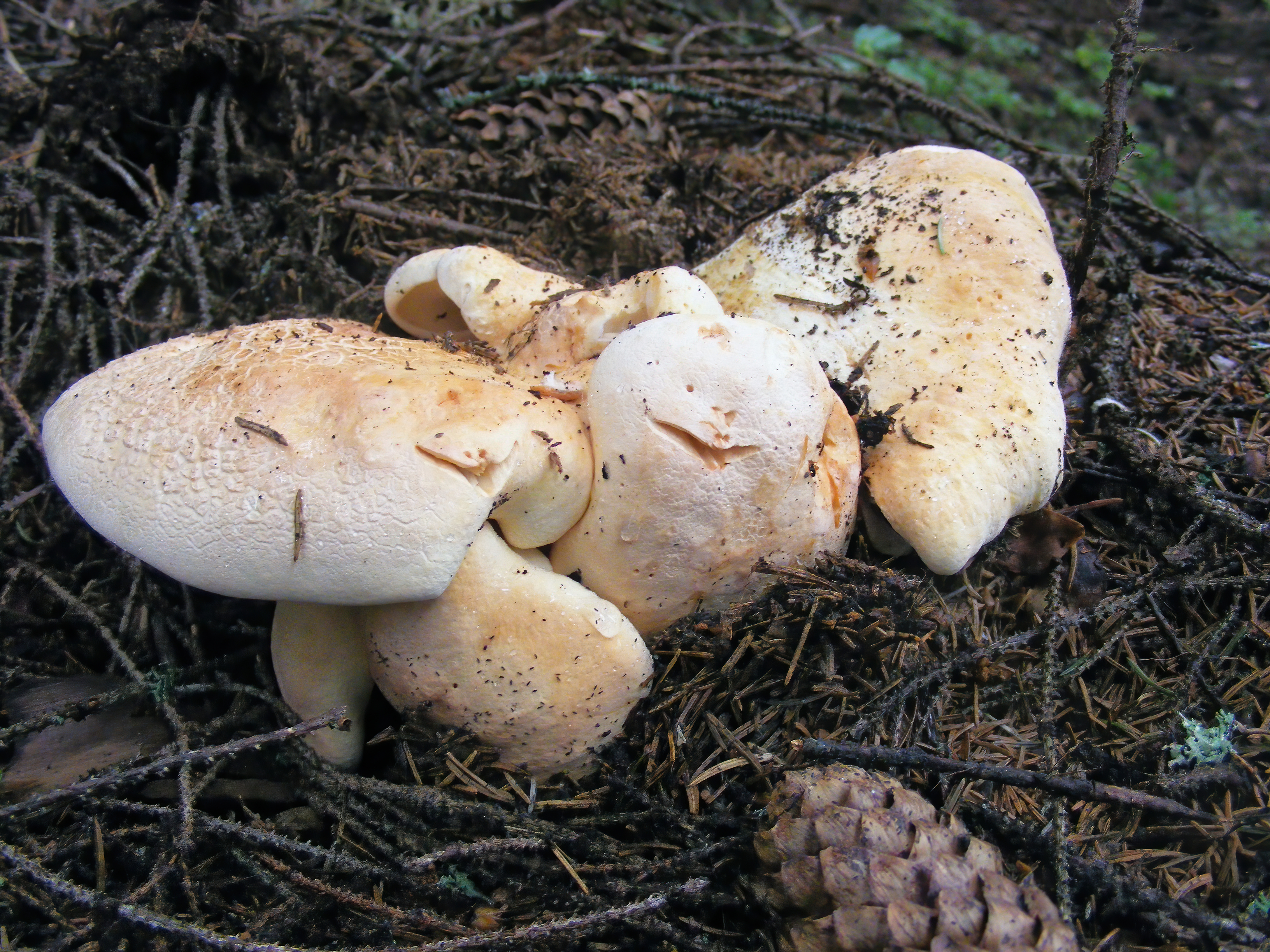
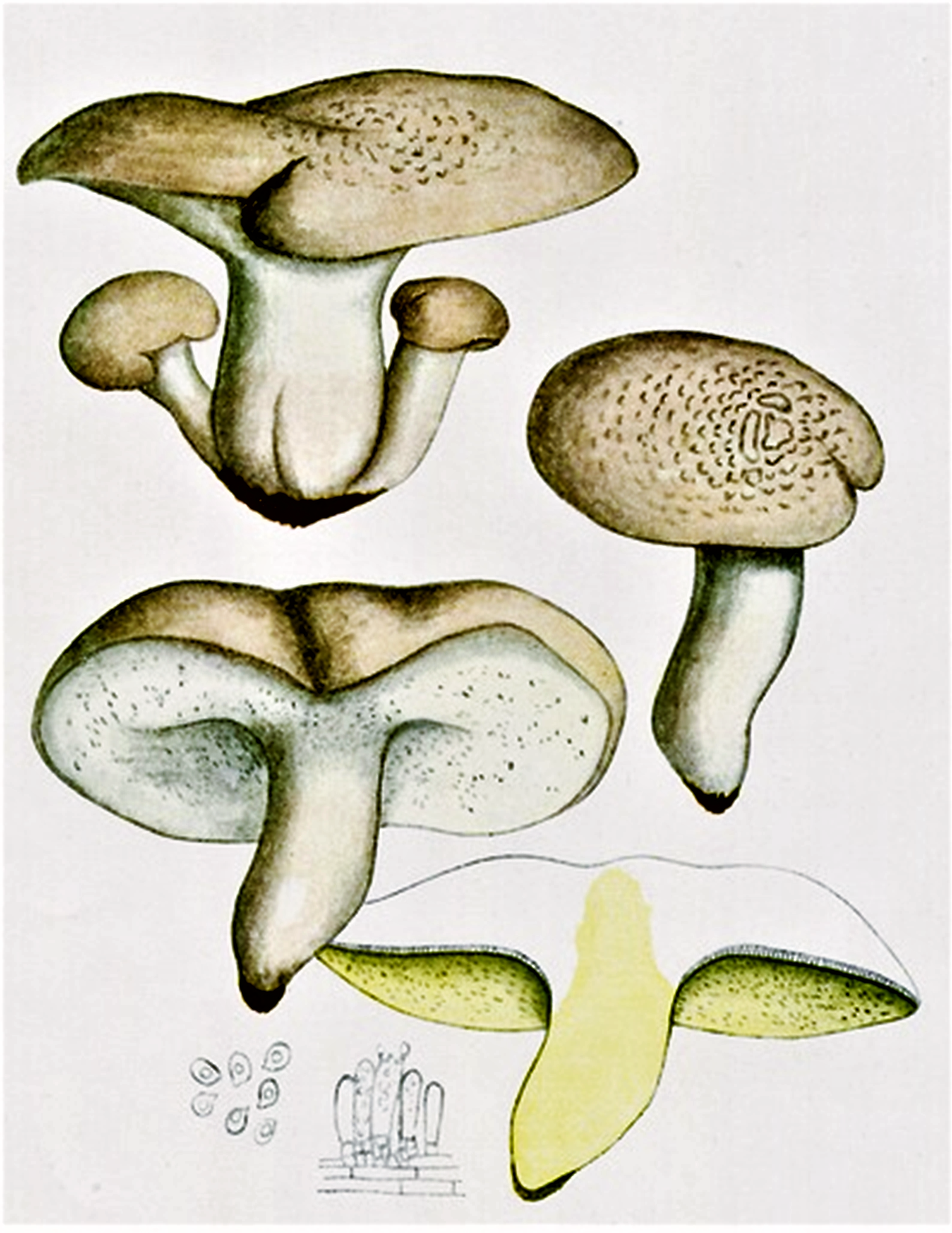

Ehető.